# Josh Shapiro
Joshua David Shapiro (* 20. června 1973 Kansas City, Missouri) je americký politik a člen Demokratické strany, od ledna 2023 guvernér Pensylvánie.
Na začátku své kariéry pracoval jako poradce několika politiků. V letech 2005 až 2012 byl členem pensylvánské Sněmovny reprezentantů. V roce 2013 se stal členem Krajské rady pověřenců v Montgomery County, do roku 2016 zároveň působil jako její předseda. V letech 2017 až 2023 byl generálním prokurátorem Pensylvánie. V roce 2022 byl zvolen guvernérem státu poté, co ve volbách s rozdílem 15 % hlasů porazil kandidáta Republikánské strany Douga Mastriana.